# Vladimir Loetsjenko
Vladimir Jakovlevitsj Loetsjenko (Russisch: Владимир Яковлевич Лутченко) (Ramenskoje, 2 januari 1949) was een Sovjet-Russisch ijshockeyer. 
Loetsjenko won tijdens de Olympische Winterspelen 1972 en de Olympische Winterspelen 1976 de gouden medaille.
In totaal werd Loetsjenko achtmaal wereldkampioen.